# Mi querido Klikowsky
Mi querido Klikowsky es una comedia de situación de la televisión pública vasca Euskal Telebista (ETB). Se estrenó en 2005 y se emitieron siete temporadas hasta 2008. En 2009, la serie regresó con nuevos actores como Gorka Otxoa y con bajas de otros como Paco Obregón.

## Argumento
En Londres, el argentino Saúl Klikowsky conoció a Arrate, una joven vasca de la que se enamoró locamente. Dispuesto a dejar su vida en Londres y mudarse con ella a Éibar (Guipúzcoa), sus experiencias con la familia de Arrate y su estancia en la ciudad armera la cuenta en un blog.. Después de pasar un tiempo en Éibar, Saúl consigue trabajo en "Muebles Olabe" junto a Txomin, (su suegro) Javi y Ainhoa. 
Pasados unos meses Saúl y Arrate son padres de un niño al que llaman Iker Jesús.

## Reparto
- Martín Gervasoni como Saúl Klikowsky. Argentino judío, quien se mudó a Éibar para estar con Arrate.
- Naiara Arnedo como Arrate Pérez de Oña Arana. Esposa de Saúl. Trabaja como abogada.
- Janfri Topera como (Domingo) Txomin Pérez de Oña Gredilla. Padre de Arrate.
- Esther Velasco como Maritxu Arana. Madre de Arrate, mujer de Txomin.
- Vito Rogado como Ainhoa. Mejor amiga de Arrate y novia de Javi.
- Patxi Pérez como (Francisco Javier) Javi Orozco. Mejor amigo de Saúl y novio de Ainhoa.
- Kike Díaz de Rada como (Manuel) Manu Olabe. Dueño de "Muebles Olabe", y jefe de Txomin, Saúl y Ainhoa. Novio de Silvia.
- Miriam Cabeza como Dolores Olabe. Hija de Manu.
- Gorka Otxoa como (Jesús) Txetxu.
- Mónica Van Campen como Silvia. Novia de Manu y madre de Andoni.
- Aitziber Garmendia
- Teo Guglielmotti como Iker Jesús Klikowsky Pérez de Oña. Hijo de Saúl y Arrate.

### Reparto antiguo
- Paco Obregón como Jon Lasa (2005-2008). Dueño del Bar Lasa, antes era sacerdote.
- Ane Gabarain como Margari (Margarita) Arana (2005-2008). Hermana de Maritxu y tía de Arrate.
- Tania de la Cruz como Maite (2005). Compañera de Arrate.
- Sandra Ferrus como Ane (2005). Compañera de Arrate.
- Asier Agirrezabala como Andoni (2006-2007). Hijo de Silvia.
- Loli Astoreka como (Nieves) Edurne (2006-2008). Empleada del hogar en casa de Manu Olabe.

### Personajes secundarios y actores invitados
- Anjel Alkain como Tatxo. Exesposo (antes esposo) de Margari.

## Cameos destacables
- Gabino Diego, actor.
- Iñaki Anasagasti, político.
- Julian Iantzi, presentador.
- Usun Yoon, actriz, modelo y reportera de televisión.
- Juanito Oiarzabal, alpinista.
- Emma Suárez, actriz.
- Carlos Sobera, actor y presentador de televisión.
- Martín Berasategui, cocinero.
- Mikel Goñi, expelotari

## Episodios

### Episodios de la primera temporada (2005)
1. Grandes cambios
2. El plan
3. Wu Chang y el torpe concubinato
4. Decoración
5. El trólex
6. O te ríes o te rompo la cara
7. El guiri gay
8. Órdago
9. Días de radio y psicoanálisis
10. El marqués de los muebles y el zar de la droga
11. Bautizo a la eibarresa
12. Bailando con lobas
13. Mi gran boda

### Episodios de la segunda temporada (2006)
1. Éramos pocos y parió la tía abuela
2. Reformas, tabaco y cintas de vídeo
3. Sorteo benéfico
4. Ardiendo, borrachos o envenenados
5. Todo lo que Txomin quiso saber...
6. El mágico mundo de txikito de Éibar
7. Socios sucios
8. Me sobra un bulto y me falta Saúl
9. El casado casa quiere
10. Cosi fan tutti
11. Granujas de medio pelo
12. Hau da gure estiloa (Este es nuestro estilo)
13. Éibar 7.53

### Episodios de la tercera temporada (2006)
1. No le toques el pito que me irrito
2. De fuera vendrán...
3. El gran golpe
4. He visto la luz, cerecita
5. Cosas que cuestan un riñón
6. Ese hombre tan galante sólo sabe hacer sufrir
7. Achaques y jefaturas
8. A inglés borracho, le quitan el hijo
9. Huevo norte, huevo sur
10. Independiente radical
11. No con mi hija
12. Un pingüino sin vida social
13. Kluedo

### Episodios de la cuarta temporada (2007)
1. Saúl II, el regreso
2. Tu casa es mi casa
3. Tres son multitud
4. A tonto no me gana nadie
5. Todo dios odia la tuna
6. Sexo, drogas y cambio de rol
7. Carne trémula
8. Cartas desde Bilbao
9. Txomin de Calcuta
10. Margari al desnudo
11. Papá, soy del PP
12. Qué hicimos ayer a la noche
13. El polígrafo determina...

### Episodios de la quinta temporada (2007)
1. Ni contigo ni sin ti
2. No me creo que nos estemos casando
3. El que con niños se acuesta...
4. A propósito de Txomin
5. Sucedió una noche
6. Vente a Alemania, Txomin
7. Yo hice a Txomin Balboa
8. Dolores, la Nuit
9. Misterioso asesinato en Éibar
10. Las caras de Txom
11. Por siempre jamás
12. Estimulaciones tempranas
13. Negra Navidad

### Episodios de la sexta temporada (2008)
1. El jefe de todo esto
2. A las barricadas
3. Cocktail
4. Cuando Jony encontró a Margari
5. Hay una carta para ti
6. Manu y el saxo
7. Saxoadicto
8. Txomin kirol elkartea (La Unión Deportiva de Txomin)
9. Es kara esta kakatúa
10. Matrícula de amor
11. ¿Un diamante es para Silvia?
12. Dos argentinos y un bebé
13. Las chicas del Eusko calendario

### Episodios de la séptima temporada (2008)
1. La fábrica tenía un precio
2. Compra barato, vende caro
3. Los Reyes Salomón
4. Sexo, transhumancia y manchas en la lengua
5. Mujer vasca, casada busca...
6. La mascota de Ipurúa
7. Grizzly Txomin II
8. Shabat-do, shabat-dete
9. Ama san, aita san
10. Dar cera, pulir cera
11. Los puentes de Éibar
12. Algo pasa con Lowenstein
13. Hermanos de sangre

### Episodios de la octava temporada (2009-2010)
1. La Bombonera
2. Ha nacido una estrella
3. El protegido
4. Hermanos de sangre
5. Besar o no besar
6. Amor de Padre
7. Hombre rico hombre pobre
8. Mi hijo de Santo Domingo
9. Cagüen txotx
10. Si yo fuera alcalde
11. La botica de Ainhoa
12. Vacaciones en el bar
13. Ari, ari, ari... Txomin lehendakari